# قائمة سفراء السعودية لدى روسيا
سفير المملكة العربية السعودية لدى روسيا هو الممثل الرسمي للمملكة العربية السعودية لدى روسيا، حيث يقع مقر السفارة السعودية في العاصمة الروسية موسكو. شغل منصب السفير السابق رائد بن خالد قرملي منذ 11 أبريل 2018. أما حالياً فيشغل منصب رئيس البعثة السفير عبدالرحمن بن سليمان الأحمد وذلك منذ 21 سبتمبر 2020 حتى الآن.
في سبتمبر 1990، تم استعادة العلاقات الدبلوماسية الكاملة بين الحكومة السعودية وحكومة الاتحاد السوفيتي.

## قائمة السفراء
| تاريخ الاعتماد الدبلوماسي | الاسم باللغة العربية        | الاسم باللغة الروسية           | ملاحظات       | المرجع | ملك السعودية                | رئيس وزراء روسيا          | تاريخ الانتهاء |
| ------------------------- | --------------------------- | ------------------------------ | ------------- | ------ | --------------------------- | ------------------------- | -------------- |
| 1991                      | عبدالعزيز خوجة              | Абдул Азиз Ходжа               |               | [ 3 ]  | فهد بن عبد العزيز آل سعود   | بوريس يلتسن               | 1996           |
| 1997                      | فوزي شبكشي                  | Фаузи Бин Абдул Маджид Шобокши |               | [ 4 ]  | فهد بن عبد العزيز آل سعود   | فيكتور تشيرنوميردين       | 1999           |
| 1999                      | محمد حسن عبد الولي          | Мухаммед Хасан Абдулвали       |               | [ 5 ]  | فهد بن عبد العزيز آل سعود   | فلاديمير بوتين            |                |
| 2005                      | غازي الشربيني               | Гази Шербини                   | قائم بالأعمال | [ 6 ]  | فهد بن عبد العزيز آل سعود   | ميخائيل يفيموفيتش فرادكوف |                |
| أبريل 22, 2008            | علي حسن جعفر                | Али Хассан Джаафар             |               |        | فهد بن عبد العزيز آل سعود   | فلاديمير بوتين            | يناير 14, 2015 |
| مايو 28, 2015             | عبد الرحمن بن إبراهيم الرسي | Бен Ибрахим Бен Али Ал Расси   |               | [ 7 ]  | سلمان بن عبد العزيز آل سعود | دميتري ميدفيديف           |                |
| أبريل 11, 2018            | رائد بن خالد قرملي          | Раидом Халидом Аль-Кримли      |               | [ 8 ]  | سلمان بن عبد العزيز آل سعود | دميتري ميدفيديف           |                |
| سبتمبر 21، 2020           | عبدالرحمن بن سليمان الأحمد  | АбдулРахман Сулейман Аль-Ахмад |               |        | سلمان بن عبد العزيز آل سعود | فلاديمير بوتين            | حتى الآن       |